# Tongala
Tongala – miasto w Australii, w stanie Wiktoria.